# Talamantes
Talamantes è un comune spagnolo di 59 abitanti situato nella comunità autonoma dell'Aragona.